# Rapidfire
Rapidfire – amerykańska grupa muzyczna grająca muzykę z obszaru heavy metalu. Pochodzący z Los Angeles zespół znany był ze swojego wokalisty Axla Rose’a późniejszego członka Rose / Hollywood Rose, a następnie Guns N’ Roses. Nieistniejąca obecnie grupa nagrała 25 maja 1983 demo zawierające pięć utworów.
Ready To Rumble (EP)
1. "Ready To Rumble" 3:18
2. "All Night Long" 2:27
3. "The Prowler" 3:30
4. "On The Run" 2:34
5. "Closure" 2:40

Na wokalu Bill, znany później jako Axl Rose.  Zespół przed nagraniem dema koncertował w klubie Gazzarri .
Kevin nie traktował "Closure" jako utworu, ale jako intro do utworu "All Night Long". Widać to doskonale na screenie okładki kasety, w której nie ma utworu "Closure". http://www.gnrfrance.net/img/galeries/axl/rapidfire/demo-tape.jpg Kiedy ludzie usłyszeli utwór "Closure" , przekształcono go w następną piosenkę.
Po nagraniu dema, Bill odchodzi 3 dni później, zespół próbuje jeszcze koncertować, ale bez większego powodzenia.
Ostatnim koncertem z Billem w roli wokalisty jest koncert w klubie Gazzarri's - 28 maja 1983 roku.
W międzyczasie zmienia się skład. Zostaje tylko w składzie Kevin i Chuck.
Późnym latem 1985 roku Rapidfire nagrywa koleją (niewydaną) EP pod tytułem: "Afterburner".
Na EP umieszczono znany z pierwszego dema utwór "Ready To Rumble" z wokalem Kevina.
Afterburner (EP)
1. Ready to Rumble (nowa wersja)   4:02
2. Nothing Left to Say   3:42
3. Don't Walk Away  4:56
4. When the Lights Go Out   3:40

Można powiedzieć, że po nagraniu tej EP, zespół zawiesił działalność i już nigdy nie zagrał. To był koniec Rapidfire.
Pierwsze demo "Ready To Rumble" zostało wydane w 15 listopada 2014 roku w wersji zdigitalizowanej (MP3), w wersji CD wydano 8 stycznia 2015, w wersji CD limitowanej - 13 stycznia 2015 roku. Drugie demo nie zostało oficjalnie wydane.
Kewin Lawrence zmarł 14 stycznia 2016 roku w wieku 51 lat.

## Skład
- Bill Bailey aka. Axl Rose – wokal
- Kevin Lawrence (Schwartz)– gitara elektryczna
- Mike Hammernik – gitara basowa
- Chuck Gordon – perkusja